# La Cascada, Oaxaca
La Cascada är en ort i Mexiko.   Den ligger i kommunen Santiago Yosondúa och delstaten Oaxaca, i den sydöstra delen av landet, 300 km sydost om huvudstaden Mexico City. La Cascada ligger 2 068 meter över havet och antalet invånare är 183.
Terrängen runt La Cascada är kuperad åt nordväst, men åt sydost är den bergig. Runt La Cascada är det ganska glesbefolkat, med 30 invånare per kvadratkilometer. Närmaste större samhälle är Villa Chalcatongo de Hidalgo, 18,4 km norr om La Cascada. I omgivningarna runt La Cascada växer i huvudsak blandskog.